# Краниометрия
Краниоме́трия (от греч. Κρανίο — череп (человека) и μετρέω — «мерю») — методика измерения черепа, используемая в целях изучения изменчивости его строения.
Краниометрия является частью краниологии, применяется в антропологии и отчасти в медицине (например, в судебной медицине).

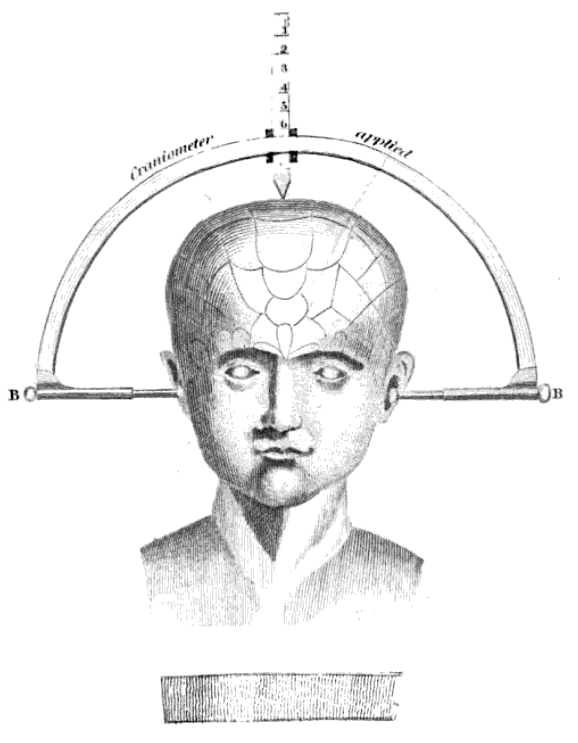
Краниометр из книги «Элементы френологии» 1835 года

Для измерения размеров черепа использовался краниометр — антропологический инструмент, созданный в XIX веке Полем Брока.